# Wladislaw Andrejewitsch Solotarjow
Wladislaw Andrejewitsch Solotarjow (russisch: Владислав Андреевич Золотарёв, * 13. September 1942 in De-Kastri bei Komsomolsk am Amur; † 13. Mai 1975 in Moskau) war ein sowjetischer Komponist und Bajan-Spieler.

## Leben
Solotarjow kam im Fernen Osten zur Welt. Als er elf Jahre alt war, schenkte ihm sein Vater ein Bajan, das sofort seine Begeisterung weckte. Er begann, darauf eigenständig nach Gehör zu spielen und zu improvisieren. 1958 zog er mit seiner Familie nach Magadan, wo er den größten Teil seines Lebens verbrachte. 1961 begann er – ohne professionelle Anleitung – zu komponieren. 1960 wurde er Student an der Musikfachschule in Magadan, 1963 bis 1966 diente er in der Roten Armee.
1969 bis 1970 arbeitete er als Lehrer für Bajan in Prowidenija auf der Tschuktschen-Halbinsel und unterrichtete anschließend wieder in Magadan. Dort heiratete er 1970 die Leiterin der Musikfachschule und zog mit ihr nach Moskau, wo er seine Kompositionstechnik 1971/72 bei Tichon Chrennikow am Moskauer Konservatorium vervollkommnete, aber auch selbst unterrichtete. Zu seinen Schülern zählt der Komponist und Pianist Nicolas Economou.
Solotarjow litt zeitlebens an schweren Depressionen und schied mit 32 Jahren freiwillig aus dem Leben, indem er sich erhängte.
Er gilt als Begründer der modernen Musik für Bajan und trug maßgeblich dazu bei, dass das Instrument, das ursprünglich fast ausschließlich in der Folklore Verwendung fand, in Konzertsälen erklang. Die Komponistin Sofia Gubaidulina sagte über die Musik Solotarjows, sie habe einen „durchdringenden Tongestus, der das ganze Leben lang in Erinnerung bleibt“.
Außer seinen Kompositionen hinterließ er ein reichhaltiges schriftstellerisches Werk: das lyrische Selbstbekenntnis 25 nie versandte Briefe, einen Band mit Aphorismen, Liedtexten und Romanzen, eine Autobiographie sowie Tagebücher, die die Zeit von 1961 bis zu seinem Tod umfassen. Er veröffentlichte auch mehrere Aufsätze über die Kunst des Bajan-Spiels.

## Werke
- Partita für Bajan (1968)
- Sechs Kindersuiten für Bajan (1969–1974)[1]
- Sonate Nr. 2 für Bajan (1971)[2]
- Sonate Nr. 3 für Bajan (1972)
- 24 Meditationen für Bajan (1974)
- Zwei Konzertsinfonien für Bajan und Orchester
- Rondo capriccioso für drei Bajans

Darüber hinaus sind zahlreiche Werke noch ungedruckt.